# خناصير العروس
خَنَاصِير العَرُوس نبات اسمه العلمي (.Astragalus bombycinus Boiss)، وهو نوع أعشاب حولية ومعمّرة من جنس القتاد. يكثر نبات خناصير العروس في مصر.